# 화성청계초등학교
화성청계초등학교(華城淸溪初等學校)는 대한민국 경기도 화성시에 있는 공립 초등학교이다.

## 학교 연혁
- 2015년 4월 8일 6학급 편성 및 개교
- 2015년 4월 8일 초대 정경심 교장 취임
- 2015년 4월 22일 병설유치원 3학급 개원

## 학교 상징
- 교화 - 개나리 : 희망, 순결, 기쁨을 상징, 개나리처럼 아름답고 고운 심성을 가꾸며 자라나는 어린이.
- 교목 - 소나무 : 꿋꿋한 절개와 의지를 나타내는 상징으로 소나무처럼 굳건하고 사철동안 변함이 없는 푸른 꿈을 가꾸는 어린이.